# 御座石神社

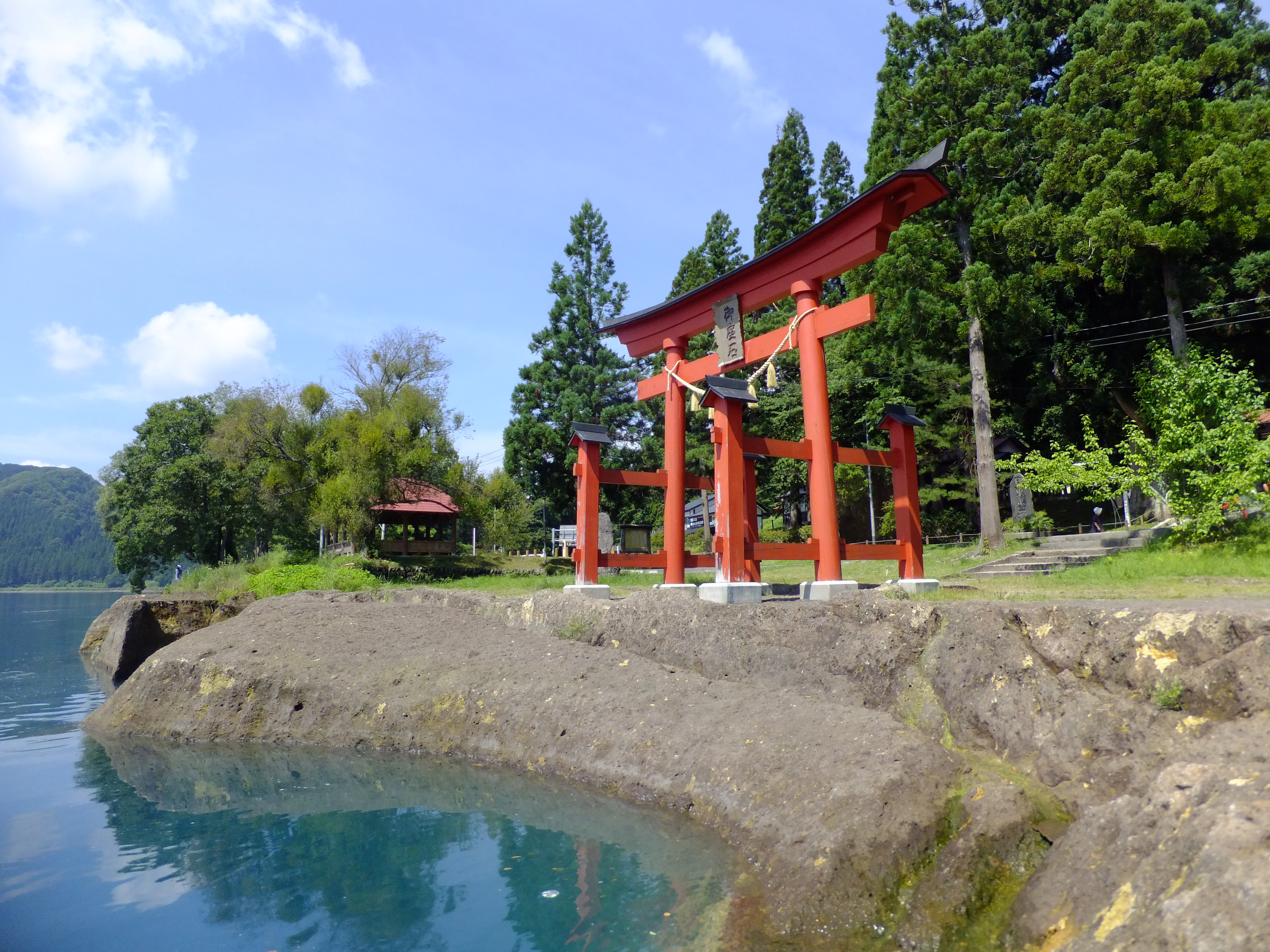
鳥居

御座石神社（ござのいしじんじゃ）は、秋田県仙北市の田沢湖北岸にある神社。

## 概要
創建は不詳だが、古代から石標を立てて湖の主神を尊崇し、幣物を献じてきた。
社名は、慶安3年（1650年）に秋田藩（久保田藩）主・佐竹義隆が田沢湖を遊覧した際に腰をかけて休んだことに由来する。
その後、文化8年（1811年）8月に藩主・佐竹義和が巡見した際に社殿を建立し、天保年間に再建した。
明治44年（1911年）9月10日に生保内村潟の蛭見神社、同村同字の浮木神社を合併し、龍神社を御座石神社と改称した。

## 祭神
- 事代主神
- 綿津見神
- 龍神